# 池口修次
池口 修次（いけぐち しゅうじ 、1949年11月10日 ‐ ）は、日本の政治家。民主党所属。元参議院議員（2期）、民主党参議院国会対策委員長などを歴任。愛称は「池さん」。

## 来歴
長野県木曽郡大桑村生まれ。1968年長野県松本深志高等学校卒業、1972年早稲田大学理工学部卒業、本田技研工業に入社。
本田技研労働組合委員長、全本田労連会長、自動車総連中央執行委員、自動車総連副会長を経て、2001年の第19回参議院議員通常選挙に民主党公認で比例区から出馬し、初当選。
2007年、体調不良により辞任した鈴木寛の後任として政治倫理の確立及び選挙制度に関する特別委員長就任。
2010年9月、菅直人第1次改造内閣で国土交通副大臣（災害対策、国土計画、都市や河川を除く社会資本整備等の担当）に任命され、菅直人第2次改造内閣まで務める。2011年9月、民主党企業団体対策委員長に就任。2012年1月、参議院東日本大震災復興特別委員長に就任。
2012年6月、国土交通大臣に就任した羽田雄一郎の後任として参議院国会対策委員長に就任した。
2013年の第23回参議院議員通常選挙には出馬せず、自動車総連は後継として礒﨑哲史を擁立、当選させた。

### 中国海軍火器管制レーダー照射事件
2013年1月30日に中国海軍のフリゲート艦が海上自衛隊の護衛艦に対して火器管制レーダーを照射した事件について、夕刊フジの2013年2月7日付の記事にて池口修次による『自民党の隠蔽体質を疑う』という発言と併せて『民主党の海江田万里代表は（2013年2月）6日、事案発生から公表まで期間が空いたことを「どういう理由で遅れたのか、たださないといけない」と発言。同党の池口修次参院国対委員長も記者会見で「隠蔽体質を疑う」と政府を批判したが、『中国を増長させたのは、実は、民主党の弱腰対応ではないのか。民主党の十八番であるブーメランがまた炸裂したのかもしれない』と報道され、同様のレーダー照射事件が民主党政権時代にも複数回あった事が、朝日新聞の2013年2月6日付夕刊1面で『東シナ海での中国軍による自衛隊への射撃用レーダー照射が、野田政権が2012年9月に尖閣諸島を国有化する前にもあったことがわかった』と報道され、日本経済新聞の2013年2月7日付朝刊で『当時の野田佳彦首相や岡田克也副総理らは「日中関係を悪化させたくないとの判断で公表を避けた」と関係者は見る』と報道された。